# Chromoplana
Chromoplanidae
Famille
Genre
Chromoplana est un genre de vers plats marins, le seul de la famille des Chromoplanidae. Cette famille appartient à la super-famille des Anonymoidea (sous-ordre des Cotylea, ordre des Polycladida).

## Description
Dans sa description de 1922, Sixten Bock (d) donne les définitions suivantes :
- pour la famille des Chromoplanidae : Petits polyclades cotylés présentant de vives couleurs causées par des granules pigmentaires. Absence de tentacules. Deux groupes d'yeux cérébraux ; yeux marginaux seulement à l'extrémité frontale du corps. Pharynx grand et très replié, situé dans la moitié antérieure du corps. Bouche au milieu de la zone pharyngée. Appareil masculin dirigé vers l'avant et situé à proximité du pharynx. Pénis non armé avec ou sans replis péniens. Vésicule séminale s'ouvrant dans la vésicule prostatique (qui peut être en partie réduite). Ovaires peu nombreux, situés ventralement et produisant de gros ovules.
- pour le genre Chromoplana :  Polyclades cotylés de la famille des Chromoplanidae présentant une forme ovale. Groupes cérébraux avec très peu d'yeux. Pore mâle proche de la bouche. Pénis avec replis péniens. Grande vésicule prostatique en forme de poire. Présence d'une vésicule séminale supplémentaire derrière la vraie vésicule séminale. Appareil femelle propre aux cotylés, à distance en arrière de l'organe mâle. Sillons marginaux sensoriels.

## Systématique
La famille des Chromoplanidae et le genre Chromoplana ont été créés en 1922 par le zoologiste suédois Sixten Bock (d) (1884-1946) lors d'un séjour au Japon.

### Liste des espèces
Selon la base de données World Register of Marine Species (20 novembre 2023), le genre Chromoplana contient les espèces suivantes :
- Chromoplana bella Bock, 1922 - espèce type
- Chromoplana kaikouris Holleman, 2007
- Chromoplana sirena Holleman, 2007

### Publication originale
- (en) Sixten Bock, « Two new Cotylean genera of Polyclads from Japan and remarks on some other Cotyleans », Arkiv för zoologi, vol. 14, no 13,‎ 1922, p. 1-31 (ISSN 0004-2110, DOI 10.5962/BHL.PART.7726, lire en ligne).

### Famille des Chromoplanidae
- (en) Catalogue of Life : Chromoplanidae Bock, 1922 (consulté le 20 novembre 2023)
- (fr + en) EOL : Chromoplanidae (consulté le 20 novembre 2023)
- (fr + en) GBIF : Chromoplanidae (consulté le 20 novembre 2023)
- (en) IRMNG : Chromoplanidae Bock, 1922 (consulté le 20 novembre 2023)
- (fr + en) ITIS : Chromoplanidae Bock, 1922 (consulté le 20 novembre 2023)
- (en) NCBI : Chromoplanidae (taxons inclus) (consulté le 20 novembre 2023)
- (en) Taxonomicon : Chromoplanidae Bock, 1922 (consulté le 20 novembre 2023)
- (en) WoRMS : Chromoplanidae Bock, 1922 (+ liste espèces) (consulté le 20 novembre 2023)

### GenreChromoplana
- (en) BioLib : Chromoplana Bock, 1922 (consulté le 20 novembre 2023)
- (en) Catalogue of Life : Chromoplana Bock, 1922 (consulté le 20 novembre 2023)
- (fr + en) EOL : Chromoplana (consulté le 20 novembre 2023)
- (fr + en) GBIF : Chromoplana Bock, 1922 (consulté le 20 novembre 2023)
- (en) IRMNG : Chromoplana Bock, 1922 (consulté le 20 novembre 2023)
- (fr + en) ITIS : Chromoplana Bock, 1922 (consulté le 20 novembre 2023)
- (en) NCBI : Chromoplana (taxons inclus) (consulté le 20 novembre 2023)
- (en) Taxonomicon : Chromoplana Bock, 1922 (consulté le 20 novembre 2023)
- (en) WoRMS : Chromoplana Bock, 1922 (+ liste espèces) (consulté le 20 novembre 2023)